# Matteröds distrikt
Matteröds distrikt är ett distrikt i Hässleholms kommun och Skåne län. 
Distriktet ligger sydväst om Hässleholm. 

## Tidigare administrativ tillhörighet
Distriktet inrättades 2016 och utgörs av socknen Matteröd i Hässleholms kommun.
Området motsvarar den omfattning Matteröds församling hade vid årsskiftet 1999/2000.